# Charlotte Atkyns
Charlotte Atkyns, född 1757, död 1836, var en brittisk skådespelare och agent. 
Hon påstods vara släkt med den brittiske premiärminister Robert Walpole och använde hans efternamn före sitt giftermål. Hon var en populär skådespelare i London mellan 1777 och 1779 innan hon gifte sig med Sir Edward Atkyns. Efter giftermålet bosatte sig paret i Frankrike, där Atkyns mötte både Marie-Antoinette och Madame de Polignac och frekventerade de litterära salongerna och teatrarna. 
Efter franska revolutionens utbrott bosatte sig paret i Lille, där Atkyns blev presenterad för Louis de Frotté, som värvade henne som kontrarevolutionär rojalistagent. Mellan 1791 och 1794 var hon verksam i Paris. Hon är känd för sina försök att hjälpa medlemmarna av kungafamiljen att fly. 1793 besökte hon Marie-Antoinette i fängelset Congiergie utklädd i nationalgardsuniform; hennes plan var att byta plats med denna och därmed frita henne, men hon lyckades inte med mer än att räcka henne en bukett blommor. Hon spenderade också stora summor pengar på att försöka frita de före detta kungabarnen ur fängelset Temple genom att kidnappa dem. Hennes aktiviteter hade ingen framgång och ledde enligt uppgift inte till mycket mer än att förminska hennes förmögenhet. Atkyns har av historiker ofta betraktats som en oseriös excentriker. 